# 린 (프로게이머)
린(본명: 김다빈, 1996년 8월 25일 ~ )은 대한민국의 전직 리그 오브 레전드 프로게이머이다. 현재 프로게임단 지도자로 활동하고 있다. 선수 시절 아이디는 Lyn이며 포지션은 정글이었다. 현재 리브 샌드박스 소속이다.

## 선수 시절
2016년 1월, APK 프린스의 정글러로 입단했다. 스프링 시즌 팀의 챌린저스 포스트시즌 진출에 기여했다. 스프링 시즌 종료 후 은퇴를 선언했다.

## 지도자 생활
2018년 12월, VSG의 코치로 부임했다.
2020년 3월, Gen.G의 아카데미팀 코치로 부임했다.
2021시즌을 앞두고 젠지의 1군팀 코치로 승격했다. 2021시즌 종료 후 팀에서 퇴단했다.
2022년 12월, 2023시즌을 앞두 리브 샌드박스의 코치로 부임했다.

## 소속팀

### 선수
| # | 팀명       | 소속 기간               | 소속 리그 | 비고 |
| - | ---------- | ----------------------- | --------- | ---- |
| 1 | APK 프린스 | 2016.01.17 ~ 2016.05.25 | CK        |      |

### 지도자
| # | 팀명            | 직책 | 소속 기간               | 소속 리그 | 비고 |
| - | --------------- | ---- | ----------------------- | --------- | ---- |
| 1 | VSG             | 코치 | 2018.12.13 ~ 2019.09.30 | CK        |      |
| 2 | Gen.G           | 코치 | 2020.03.31 ~ 2021.11.18 | LCK       |      |
| 3 | 펀플러스 피닉스 | 코치 | 2022.03.08 ~ 2022.11.23 | LPL       |      |
| 4 | 리브 샌드박스   | 코치 | 2022.12.06 ~            | LCK       |      |

## 주요 성적

### 지도자
- 로지텍 G 루키 인비테이셔널 2020 우승
- 야망 리그 2020 우승
- 리그 오브 레전드 챔피언스 코리아 스프링 2021 준우승